# Château de Duillier
Le château de Duillier est un château situé dans la commune vaudoise de Duillier, en Suisse.

## Histoire
La première mention d'un château à Duillier remonte au XIIe siècle. En 1490, Jean d'Usier vend une « maison soit tour » à Amédée de Chatillon. Des armoiries sculptées sur une façade de la tour témoignent d'une alliance, vers 1490, entre les familles Favre de Begnins et Chatillon de Michaille.
À l’époque bernoise, soit après 1536, la seigneurie de Duillier appartient à plusieurs familles successives. En 1586-1587, Hans Rudolf Wurstemberger, bailli de Nyon, achète la maison forte. En 1655, Vincenz Wagner hérite la propriété de sa mère Ursula et élève le domaine au rang de seigneurie avec droit de juridiction. Ce haut commandant du Pays de Vaud et bailli de Moudon fait aménager une chambre forte au haut de l’une des tours du château. Mais bientôt, en 1669, Jean-Baptiste Fatio acquiert  cet immeuble. Sous son égide, en 1675, Jean Hermann Widerhold y installe une célèbre imprimerie, qui passera par la suite à David Ritter. L'établissement est spécialisé dans la contrefaçon, et imprime notamment le premier dictionnaire français-italien-latin, ainsi qu’un premier dictionnaire français avec une méthode systématique.
Dès 1753, la famille Bazin de Liméville, alliée Fatio puis Guiguer de Prangins, détient le château, avant de le céder au comte Saint-George de Marsay, qui détient déjà le château voisin de Changins. Enfin, en 1922, la famille Humbert achète le domaine. Elle en est toujours propriétaire. Dans la nuit du 7 au 8 décembre 2011, une partie du château est partiellement détruite par un incendie,. Le château est répertorié depuis 1976 comme bien culturel d'importance nationale, puis classé monument historique le 9 mars 2016. Il est situé au cœur d'un vignoble de 14 hectares où ont été en particulier vinifiés les premiers pinots blancs de la Côte.
Le château, de type rural, se présente comme un ensemble de bâtiments autour d'une cour centrale. Le long bâtiment du fond est utilisé comme pressoir et comme caves au rez-de-chaussée et comme habitat dans les étages supérieurs. Le château comprend également deux cachots, souvenir de son passé de centre de juridiction de la seigneurie.